# 斯特林敦 (印地安納州漢考克縣)
斯特林敦（英語：Stringtown）是位於美國印地安納州漢考克縣的一個非建制地區。該地的面積和人口皆未知。